# Simba Makoni
Simba Makoni (ur. 11 marca 1950) – zimbabweński polityk, były minister finansów i rozwoju ekonomicznego. Kandydat w wyborach prezydenckich w marcu 2008. Jest członkiem partii ZANU-PF.

## Życiorys
Makoni studiował początkowo chemię na University of Rhodesia lecz za swoją działalność opozycyjną wobec polityki rządów Iana Smitha, został usunięty z uczelni. Wyjechał do Wielkiej Brytanii, gdzie kontynuował naukę na De Montfort University w Leicester oraz University of Leeds, uzyskując tytuł doktora. 
Makoni wstąpił do partii ZANU (Afrykański Związek Narodowy Zimbabwe, Zimbabwe African National Union), która walczyła z reżimem Smitha. Od 1977 do 1998 był jej przedstawicielem w Europie Zachodniej.
Po uzyskaniu przez Zimbabwe niepodległości w 1980, wrócił do kraju i został wybrany członkiem parlamentu. Zajmował różne stanowiska w administracji prezydenta Roberta Mugabe. W 1980 został wiceministrem rolnictwa, następnie był także ministrem energii i przemysłu oraz ministrem sportu i kultury. 
Makoni sprawował również funkcję sekretarza generalnego Wspólnoty Rozwoju Afryki Południowej (SADC). 15 lipca 2000 objął stanowisko ministra finansów i rozwoju ekonomicznego. Został zdymisjonowany 25 sierpnia 2002 po konflikcie z prezydentem Mugabe. Jako minister forsował bowiem, wbrew prezydentowi, plan dewaluacji zimbabweńskiego dolara. 
W 2003 bez powodzenia ubiegał się o stanowisko prezesa Afrykańskiego Banku Rozwoju (African Development Bank). 
5 lutego 2008 na konferencji prasowej w Harare, Simba Makoni ogłosił zamiar startu w wyborach prezydenckich 29 marca 2008. Stwierdził, że o mandat będzie ubiegał się jako kandydat prezydenckiej i rządzącej partii ZANU-PF, której nadal jest członkiem, choć kandydatem tej partii jest już sam Robert Mugabe. Niemniej, nie wykluczył również startu jako kandydat niezależny. 